# Опсада Алказара
Опсада Алказара се догодила у лето 1936. године у шпанском граду Толеду на почетку грађанског рата и представљала је покушај снага оданих републиканској влади да заузме тврђаву Алказар де Толедо, главно упориште националистичких побуњеника у том делу Шпаније.
До ње је дошло након што се Хосе Москардо Итуарте, војни гувернер Толеда, након избијања побуне 17. јула изјаснио за побуњенике те заједно са неколико стотина припадника Цивилне гарде и десничарских милиција повукао у Алказар, кога су након тога опколиле трупе одане влади и левичарске милиције. Отворени сукоби су започели након неколико дана преговора, у којима је Москардо одбио да преда тврђаву чак и након што су републиканци запретили ликвидацијом његовог заробљеног сина Луиса. Иако су републиканци имали десет пута више људства и тешко наоружање, Москардо је успео да одбија њихове нападе скоро два месеца, пре него што су га деблокирале побуњеничке трупе из Африке.
Иако Алказар, који је за време опсаде готово потпуно разорен, није имао неку нарочиту војничку важност, због своје улоге у шпанској историји је постао један од симбола у раној фази рата, поготово за националисте који су своју победу вешто искористили у пропагандне сврхе. Године 1940. је о том догађају у Италији снимљен филм Опсада Алказара, награђен на венецијанској Мостри.